# Medivka, Orativ
Medivka (în ucraineană Медівка) este o comună în raionul Orativ, regiunea Vinnița, Ucraina, formată numai din satul de reședință.

## Demografie
Componența lingvistică a satului Medivka
     Ucraineană (99,01%)
     Alte limbi (0,99%)
Conform recensământului din 2001, majoritatea populației satului Medivka era vorbitoare de ucraineană (99,01%), existând în minoritate și vorbitori de alte limbi.